# Línguas ijós
As línguas ijós são línguas faladas pelo povo ijó no sul da Nigéria. Têm um alto grau de parentesco com a língua defaca, e – em conjunto – constituem as línguas ijoides, no ramo das línguas nigero-congolesas. Autores divergem sobre a inclusão neste grupo da língua calabari, assim como línguas geralmente incluídas no grupo de línguas cuá, como  a gã e acã. Por outro lado, o linguista Joseph Greenberg inverte a relação e inclui as línguas ijó nas línguas cuá.
Estudos sobre concordância verbal nas comunidades quilombolas no Maranhão registam que, ao passo que por regra línguas africanas não têm vogais nasais, a língua ijó (assim como as línguas akun e eve) contém sete vogais nasais.